# Echimamish River
Echimamish River är ett vattendrag i Kanada.   Det ligger i provinsen Manitoba, i den sydöstra delen av landet, 1 800 km nordväst om huvudstaden Ottawa.
I omgivningarna runt Echimamish River växer i huvudsak barrskog. Trakten runt Echimamish River är nära nog obefolkad, med mindre än två invånare per kvadratkilometer.